# Arrondissement Sarrebourg-Château-Salins
Arrondissement Sarrebourg-Château-Salins (fr. Arrondissement de Sarrebourg-Château-Salins) je správní územní jednotka ležící v departementu Moselle a regionu Grand Est ve Francii. Člení se dále na tři kantony a 230 obcí. Vznikl 1. ledna 2016 sloučením arrondissementů Sarrebourg a Château-Salins.

## Kantony
- Phalsbourg
- Saulnois (část)
- Sarrebourg